# Comenius-Bücherei

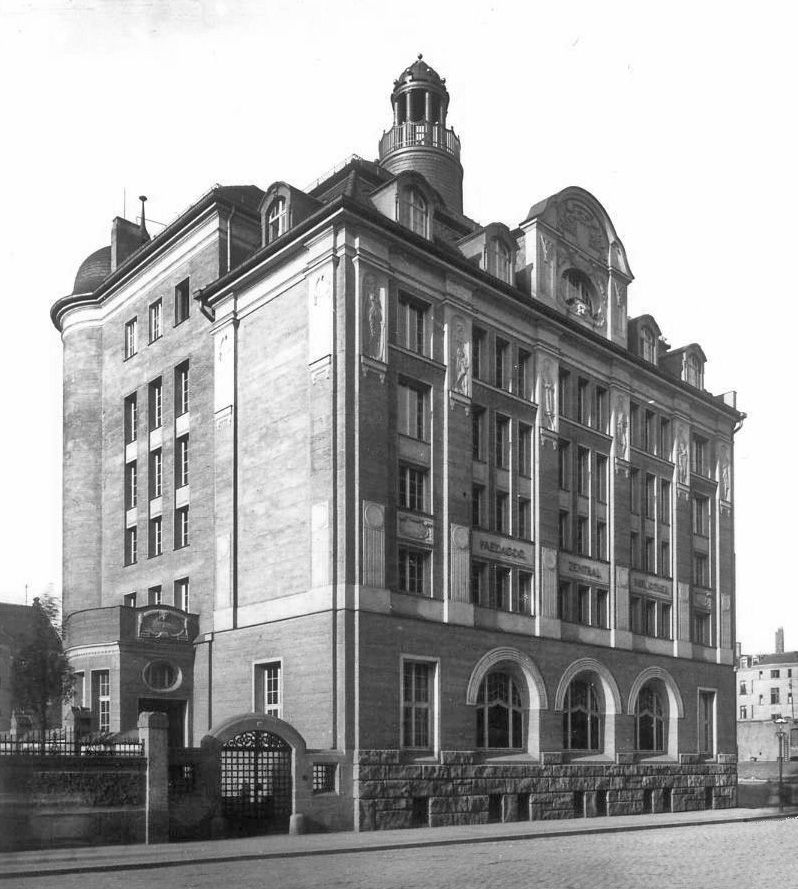
Gebäude der Comenius-Bücherei in der Schenkendorfstraße (1905)

Die Comenius-Bücherei in Leipzig war eine Spezialbibliothek zum Schul- und Erziehungswesen. Im Laufe ihres über hundertjährigen Bestehens entwickelte sie sich zur größten pädagogischen Bibliothek in Deutschland. 1992 ging ihr Bestand in der Universitätsbibliothek Leipzig auf.

## Geschichte
Der an der Leipziger 5. Bürgerschule in der Schletterstraße (Lage) wirkende Lehrer Julius Beeger (1829–1899) schlug am 15. November 1871 als dem 200. Todestag des tschechischen Pädagogen Johann Amos Comenius (1592–1670) vor, eine Comenius-Stiftung zur umfassenden Sammlung von Literatur zur Lehrerfortbildung zu gründen. Dies wurde vom Leipziger Lehrerverein noch im gleichen Jahr realisiert. Die Sammlung erhielt den Namen Comenius-Bücherei, deren erster Direktor Beeger wurde. Sie umfasste bald 2000 Bände.

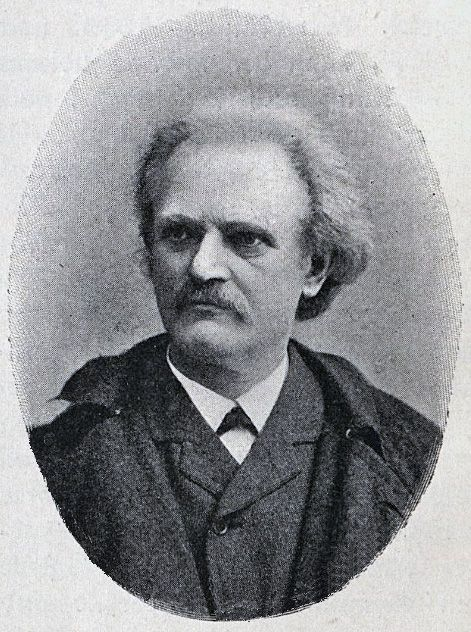
Julius Beeger
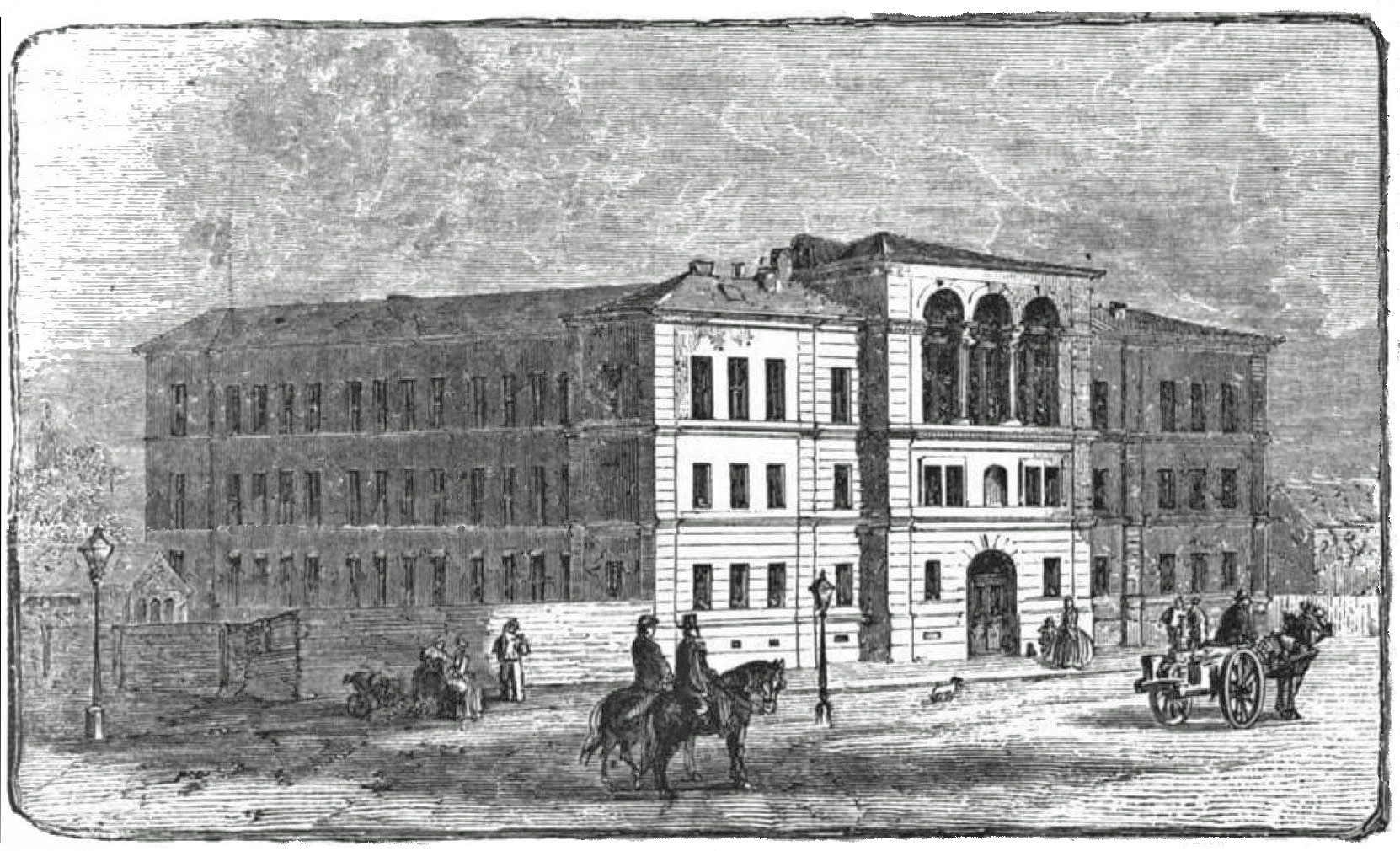
5. Bürgerschule (1865)

Die durch Spenden und die Stiftung schnell wachsende und den Rahmen der Schule übertreffende Bibliothek zog 1884 in das neu errichtete Vereinshaus des Leipziger Lehrervereins in der Kramerstraße (Lage) (seit 1949 Ernst-Schneller-Straße), das heute den Namen Beyerhaus trägt.
Zwischen 1903 und 1905 wurde nach Plänen der Leipziger Architekten Georg Weidenbach (1853–1928) und Richard Tschammer in der Schenkendorfstraße 34 (Lage) ein spezielles Bibliotheksgebäude mit Lesesaal, Magazin, Ausleihe und Katalogen errichtet. Bis 1918 wuchs der Bestand auf 232.000 Bände. Die Bibliothek hatte nicht nur für Leipzig Bedeutung, in den 1920er Jahren wurden etwa 75 % der entliehenen Bücher auf dem Postweg in alle Teile Deutschlands versandt.
Durch das NS-Regime wurde die Comenius-Bücherei 1935 umbenannt und hieß bis 1945 Hans-Schemm-Bücherei, nach dem Reichswalter des Nationalsozialistischen Lehrerbunds und NSDAP-Gauleiter Hans Schemm (1891–1935). Beim Luftangriff auf Leipzig am 4. Dezember 1943 wurde das Bibliotheksgebäude schwer getroffen, und ein Großteil der inzwischen 390.000 Bücher verbrannte.
Nach einer behelfsmäßigen Rekonstruktion, insbesondere mit Veränderung des Daches, konnte die Comenius-Bücherei 1948 durch Bücherkäufe und Schenkungen mit 38.000 Titeln wieder eröffnet werden.

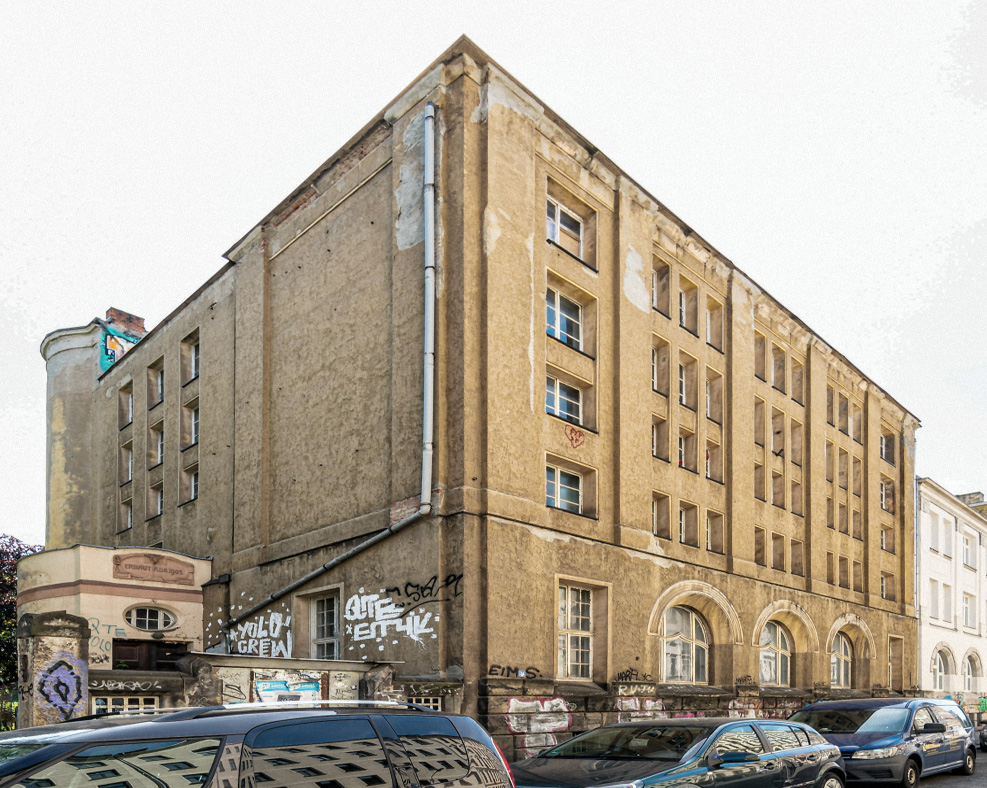
Das ehemalige Bibliotheksgebäude 2020

Bis 1951 stellte der Schulbuchverlag Volk und Wissen von allen seinen Neuerscheinungen ein Freiexemplar zur Verfügung. Es gingen Sammlungen aus den Schulbibliotheken der Fürstenschule St. Afra in Meißen und der Thomasschule Leipzig ein. 1960 musste das Gebäude der Comenius-Bücherei geschlossen werden, weil keine Mittel zur notwendigen Sanierung vorhanden waren.
Von 1951 bis 1990 war die Comenius-Bücherei eine Außenstelle der Pädagogischen Zentralbibliothek Berlin, die eine Einrichtung der Akademie der Pädagogischen Wissenschaften der DDR war. Ab dem 1. Januar 1991 kam die Bücherei wieder in die Verantwortung des Landes Sachsen zurück und wurde 1992 als Zweigstelle in die Universitätsbibliothek Leipzig integriert. Inzwischen sind diese im System der Universitätsbibliothek eingegliedert und der Begriff Comenius-Bücherei kommt auf der Website der Bibliothek nicht mehr vor.

## Gebäude
Das von Weidenbach und Tschammer in der Schenkendorfstraße errichtete verputzte Gebäude besitzt im Vorderteil fünf Geschosse. Das Erdgeschoss mit dem ehemaligen Lesesaal hinter den Rundbogenfenstern ist deutlich höher als die übrigen Etagen, welche die Magazine enthalten. Die etwa 28 Meter lange Fassade zur Schenkendorfstraße ist durch sechs Lisenen gegliedert und zeigte im Original reliefartigen Bauschmuck und die Aufschrift PAEDAGOG. ZENTRAL BUECHEREI.

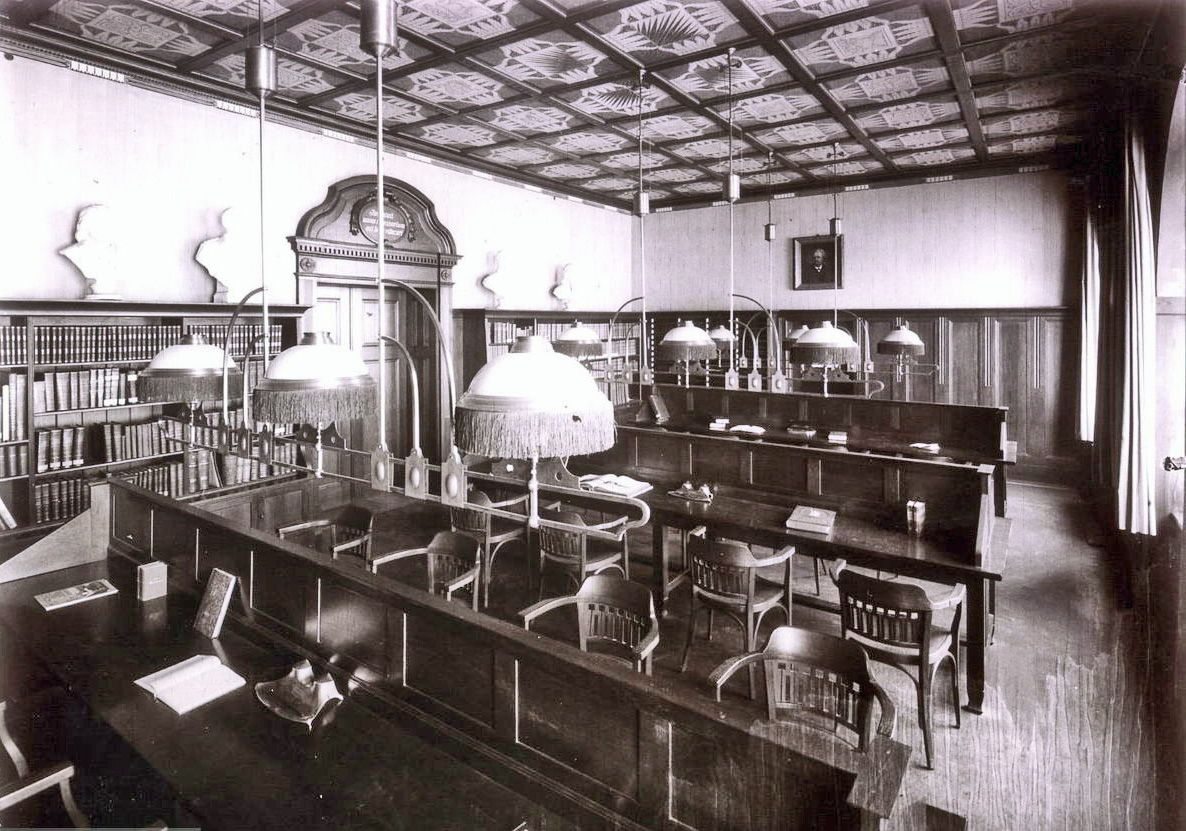
Lesesaal (1905)

Das Mansarddach trug zentral ein Zwerchhaus mit Rundbogenabschluss und einem Fenster im Jugendstil, flankiert von je zwei Bogendachgauben. Den Abschluss bildete ein runder Turmaufsatz mit einer Laterne.
Der etwas höhere hintere Teil des Gebäudes besaß sechs gleich hohe Stockwerke. An der Südostecke steht ein runder Treppenturm, und an der Ostseite befindet sich ein Eingangsbau.
Nach der Kriegseinwirkung wurde die Dachlandschaft nicht wieder hergestellt, sondern durch ein Flachdach ersetzt, wodurch ein Stockwerk am hinteren Teil entfiel. Ebenso ging der Bauschmuck verloren. Das Gebäude steht unter Denkmalschutz.